# Listă de comitate din statul Arkansas

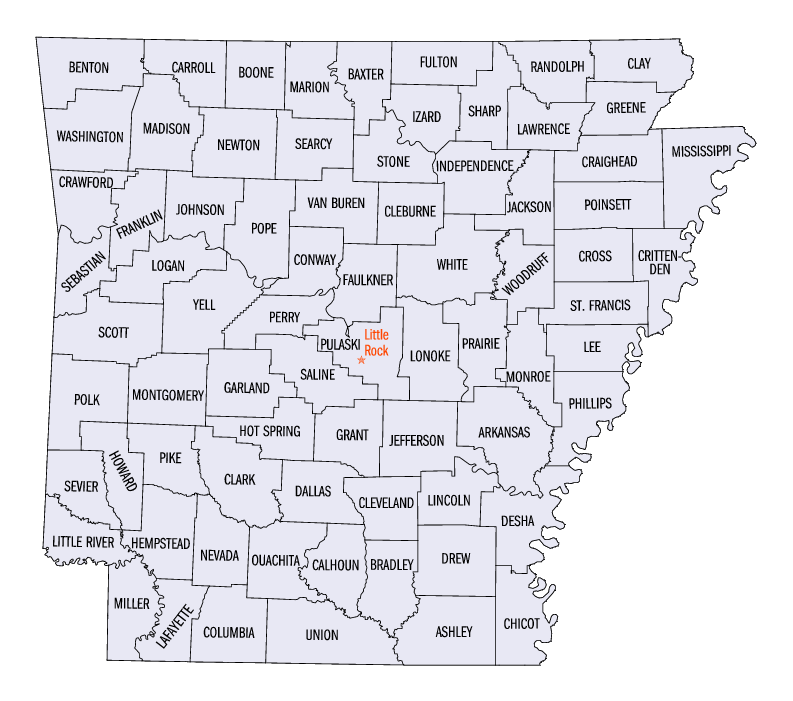
Harta statului Arkansas indicând comitatele acestuia.

Această pagină este o listă a celor 75 de comitate ale statului Arkansas, unul din cele 50 de state ale Statelor Unite ale Americii.
- Vedeți și Listă de municipalități din statul Arkansas.
  - Vedeți și Listă de orașe din statul Arkansas.
  - Vedeți și Listă de târguri din statul Arkansas.
  - Vedeți și Listă de sate din statul Arkansas.

respectiv
- Vedeți și Listă de comitate din statul Arkansas.
- Vedeți și Listă de districte civile din statul Arkansas.
- Vedeți și Listă de locuri desemnate pentru recensământ din statul Arkansas.
- Vedeți și Listă de comunități neîncorporate din statul Arkansas.
- Vedeți și Listă de localități din statul Arkansas.
- Vedeți și Listă de localități dispărute din statul Arkansas.
- Vedeți și Listă de rezervații amerindiene din statul Arkansas.

### Cele 75 de comitate actuale
| Comitat       | Populația comitatului 1 iulie 2007 | Sediu               | Populația sediului 1 iulie 2007 |
| ------------- | ---------------------------------- | ------------------- | ------------------------------- |
| Arkansas      | 19.392                             | De Witt             | 3.281                           |
| Ashley        | 22.326                             | Hamburg             | 2.731                           |
| Baxter        | 41.950                             | Mountain Home       | 12.457                          |
| Benton        | 203.107                            | Bentonville         | 33.744                          |
| Boone         | 36.672                             | Harrison            | 13.108                          |
| Bradley       | 11.979                             | Warren              | 6.155                           |
| Calhoun       | 5.535                              | Hampton             | 1.498                           |
| Carroll       | 27.429                             | Berryville          | 5.193                           |
| Chicot        | 12.305                             | Lake Village        | 2.455                           |
| Clark         | 23.585                             | Arkadelphia         | 10.833                          |
| Clay          | 16.134                             | Piggott Corning     | 3.554 3.365                     |
| Cleburne      | 25.407                             | Heber Springs       | 7.180                           |
| Cleveland     | 8.769                              | Rison               | 1.303                           |
| Columbia      | 24.351                             | Magnolia            | 11.154                          |
| Conway        | 20.740                             | Morrilton           | 6.580                           |
| Craighead     | 91.552                             | Jonesboro           | 63.190                          |
| Crawford      | 59.031                             | Van Buren           | 22.001                          |
| Crittenden    | 52.103                             | Marion              | 11.058                          |
| Cross         | 18.685                             | Wynne               | 8.364                           |
| Dallas        | 8.249                              | Fordyce             | 4.287                           |
| Desha         | 13.799                             | Arkansas City       | 531                             |
| Drew          | 18.745                             | Monticello          | 9.355                           |
| Faulkner      | 104.865                            | Conway              | 57.006                          |
| Franklin      | 18.157                             | Ozark               | 3.557                           |
| Fulton        | 11.752                             | Salem               | 1.553                           |
| Garland       | 96.371                             | Hot Springs         | 39.064                          |
| Grant         | 17.460                             | Sheridan            | 4.602                           |
| Greene        | 40.397                             | Paragould           | 24.505                          |
| Hempstead     | 23.226                             | Hope                | 10.478                          |
| Hot Spring    | 31.850                             | Malvern             | 8.957                           |
| Howard        | 13.997                             | Nashville           | 4.763                           |
| Independence  | 34.566                             | Batesville          | 9.504                           |
| Izard         | 12.978                             | Melbourne           | 1.684                           |
| Jackson       | 17.219                             | Newport             | 7.524                           |
| Jefferson     | 78.986                             | Pine Bluff          | 50.667                          |
| Johnson       | 24.747                             | Clarksville         | 8.517                           |
| Lafayette     | 7.760                              | Lewisville          | 1.159                           |
| Lawrence      | 16.860                             | Walnut Ridge        | 4.671                           |
| Lee           | 10.859                             | Marianna            | 4.425                           |
| Lincoln       | 13.729                             | Star City           | 2.241                           |
| Little River  | 12.812                             | Ashdown             | 4.446                           |
| Logan         | 22.599                             | Booneville Paris    | 4.075 3.622                     |
| Lonoke        | 63.562                             | Lonoke              | 4.508                           |
| Madison       | 15.420                             | Huntsville          | 2.367                           |
| Marion        | 16.629                             | Yellville           | 1.356                           |
| Miller        | 42.662                             | Texarkana           | 29.624                          |
| Mississippi   | 46.664                             | Blytheville Osceola | 16.076 7.874                    |
| Monroe        | 8.712                              | Clarendon           | 1.708                           |
| Montgomery    | 9.048                              | Mount Ida           | 944                             |
| Nevada        | 9.376                              | Prescott            | 4.459                           |
| Newton        | 8.339                              | Jasper              | 485                             |
| Ouchita       | 26.068                             | Camden              | 11.657                          |
| Perry         | 10.391                             | Perryville          | 1.451                           |
| Phillips      | 22.035                             | Helena              | 12.426                          |
| Pike          | 10.791                             | Murfreesboro        | 1.668                           |
| Poinsett      | 24.850                             | Harrisburg          | 2.117                           |
| Polk          | 20.197                             | Mena                | 5.588                           |
| Pope          | 58.961                             | Russellville        | 26.700                          |
| Prairie       | 8.739                              | Des Arc             | 1.742                           |
| Pulaski       | 373.911                            | Little Rock         | 187.452                         |
| Randolph      | 18.089                             | Pocahontas          | 6.703                           |
| Saline        | 96.212                             | Benton              | 28.352                          |
| Scott         | 11.304                             | Waldron             | 3.589                           |
| Searcy        | 8087                               | Marshall            | 1.267                           |
| Sebastian     | 121.766                            | Fort Smith          | 84.375                          |
| Sevier        | 16.325                             | De Queen            | 5.883                           |
| Sharp         | 17.848                             | Ash Flat            | 1.031                           |
| Saint Francis | 26.900                             | Forrest City        | 13.540                          |
| Stone         | 11.971                             | Mountain View       | 3.063                           |
| Union         | 43.230                             | El Dorado           | 19.891                          |
| Van Buren     | 16.507                             | Clinton             | 2.376                           |
| Washington    | 194.292                            | Fayetteville        | 72.208                          |
| White         | 73.441                             | Searcy              | 21.749                          |
| Woodruff      | 7.649                              | Augusta             | 2.316                           |
| Yell          | 21.786                             | Danville            | 2.463                           |

### Comitate desființate
- Comitatul Lovely a avut o existență efemeră (între 1827 și 1828), pentru a fi apoi dizolvat și inclus în comitatele Crawford și Washington.

### Comitate fictive
- Comitatul Deeson este un comitat fictiv, care ar fi fost situat în partea de sud-vest a statului Arkansas, în apropierea intersecției autostrăzilor naționale 71 și 82 care apare în filmul Smokey and the Bandit.
- Comitatul Bogan, care apare în filmul  White Lightning.

## Alte legături interne
- Categorie:Liste de comitate din Statele Unite ale Americii după stat
- Categorie:Liste de orașe din Statele Unite după stat
- Categorie:Liste de târguri din Statele Unite după stat
- Categorie:Liste de districte civile din Statele Unite după stat
- Categorie:Liste de sate din Statele Unite după stat
- Categorie:Liste de comunități neîncorporate din Statele Unite după stat
- Categorie:Liste de localități dispărute din Statele Unite după stat
- Categorie:Liste de comunități desemnate pentru recensământ din Statele Unite după stat
- Categorie:Liste de rezervații amerindiene din Statele Unite după stat
- Categorie:Liste de zone de teritoriu neorganizat din Statele Unite după stat

respectiv
- Listă de orașe din statul Arkansas
- Listă de târguri din statul Arkansas
- Listă de districte civile din statul Arkansas
- Listă de sate din statul Arkansas
- Listă de locuri desemnate pentru recensământ din statul Arkansas
- Listă de comunități neîncorporate din statul Arkansas
- Listă de localități din statul Arkansas
- Listă de localități dispărute din statul Arkansas
- Listă de zone de teritoriu neorganizat din statul Arkansas